# Comuna Traian Vuia, Timiș
Traian Vuia (română 1924: Bujoru) este o comună în județul Timiș, Banat, România, formată din satele Jupani, Săceni, Sudriaș (reședința), Surducu Mic, Susani și Traian Vuia.

## Istoric
Prima atestare documentară a localității Bujoru, numele vechi al localității, este din 1453. Vatra satului s-a mutat pe amplasamentul actual în 1823. În 1872, în Bujoru s-a născut inventatorul român Traian Vuia. Localitatea a fost redenumită în cinstea acestuia în anul 1950.

## Politică
Comuna Traian Vuia este administrată de un primar și un consiliu local compus din 11 consilieri. Primarul, Vasile-Bujor Petruescu[*], de la Partidul Social Democrat, este în funcție din 2016. Începând cu alegerile locale din 2024, consiliul local are următoarea componență pe partide politice:
|  | Partid                          | Consilieri | Componența Consiliului | Componența Consiliului | Componența Consiliului | Componența Consiliului | Componența Consiliului |
|  | ------------------------------- | ---------- | ---------------------- | ---------------------- | ---------------------- | ---------------------- | ---------------------- |
|  | Partidul Social Democrat        | 5          |                        |                        |                        |                        |                        |
|  | Alianța pentru Unirea Românilor | 3          |                        |                        |                        |                        |                        |
|  | Partida Romilor „Pro Europa”    | 1          |                        |                        |                        |                        |                        |
|  | Uniunea Salvați România         | 1          |                        |                        |                        |                        |                        |
|  | Partidul S.O.S. România         | 1          |                        |                        |                        |                        |                        |

## Demografie
Componența etnică a comunei Traian Vuia
     Români (84,37%)
     Romi (5,63%)
     Alte etnii (10%)
Componența confesională a comunei Traian Vuia
     Ortodocși (71,13%)
     Penticostali (14,65%)
     Baptiști (2,82%)
     Romano-catolici (1,31%)
     Alte religii (0,56%)
     Necunoscută (9,53%)
Conform recensământului efectuat în 2021, populația comunei Traian Vuia se ridică la 2.130 de locuitori, în creștere față de recensământul anterior din 2011, când fuseseră înregistrați 2.059 de locuitori. Majoritatea locuitorilor sunt români (84,37%), cu o minoritate de romi (5,63%). Din punct de vedere confesional, majoritatea locuitorilor sunt ortodocși (71,13%), cu minorități de penticostali (14,65%), baptiști (2,82%) și romano-catolici (1,31%), iar pentru 9,53% nu se cunoaște apartenența confesională.

## Galerie de imagini

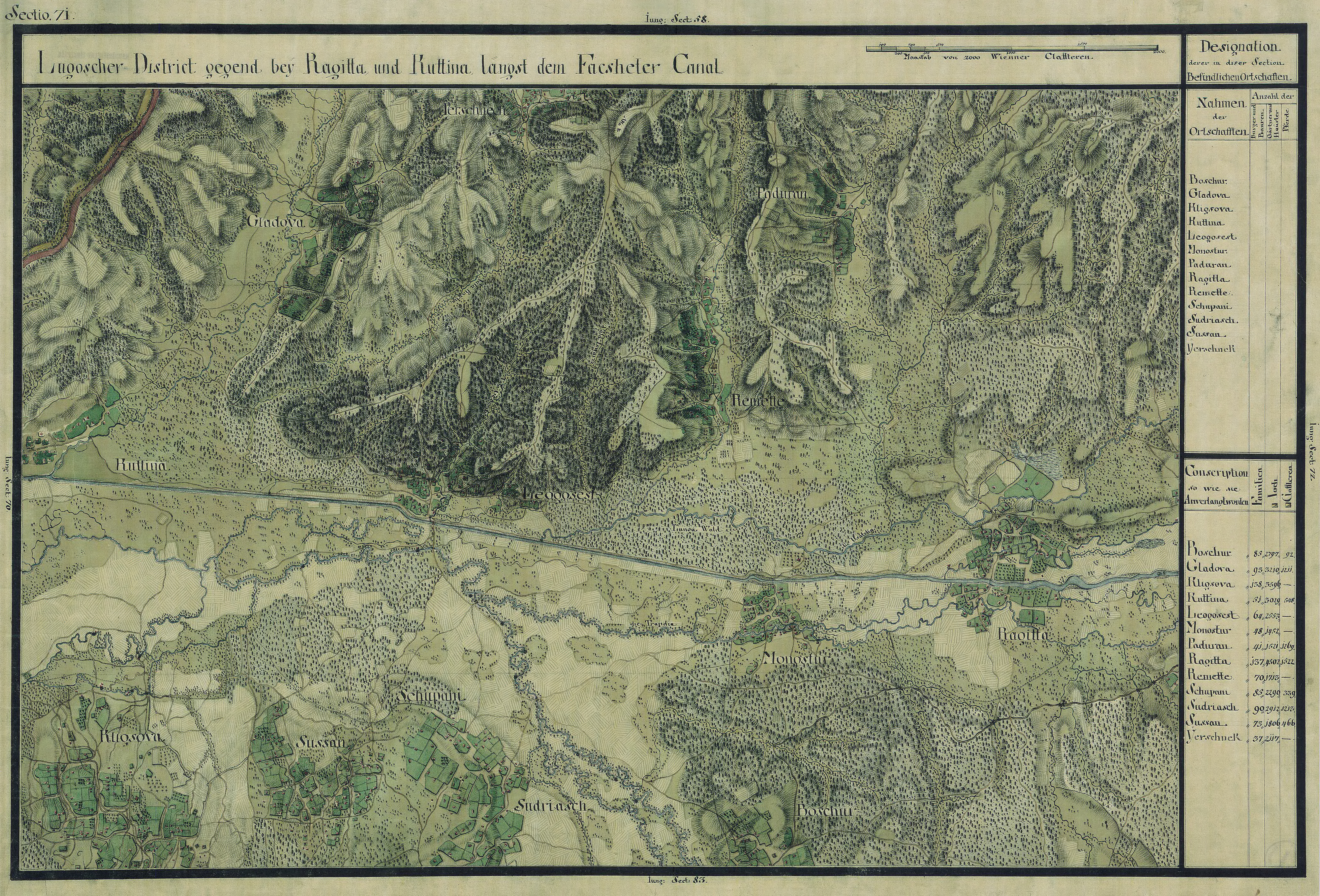
Traian Vuia în Harta Iosefină a Banatului, 1769-72
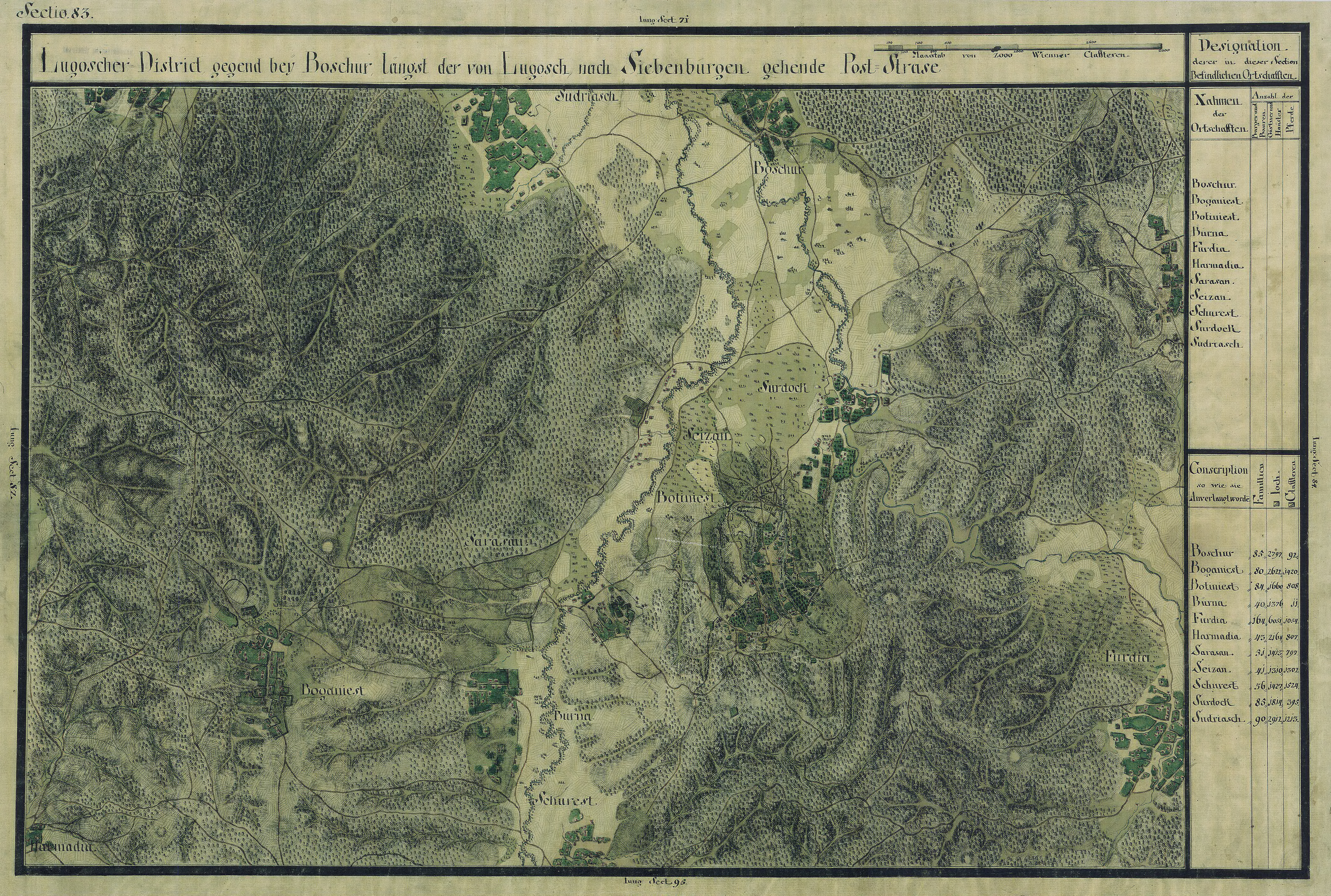
Traian Vuia în Harta Iosefină a Banatului, 1769-72
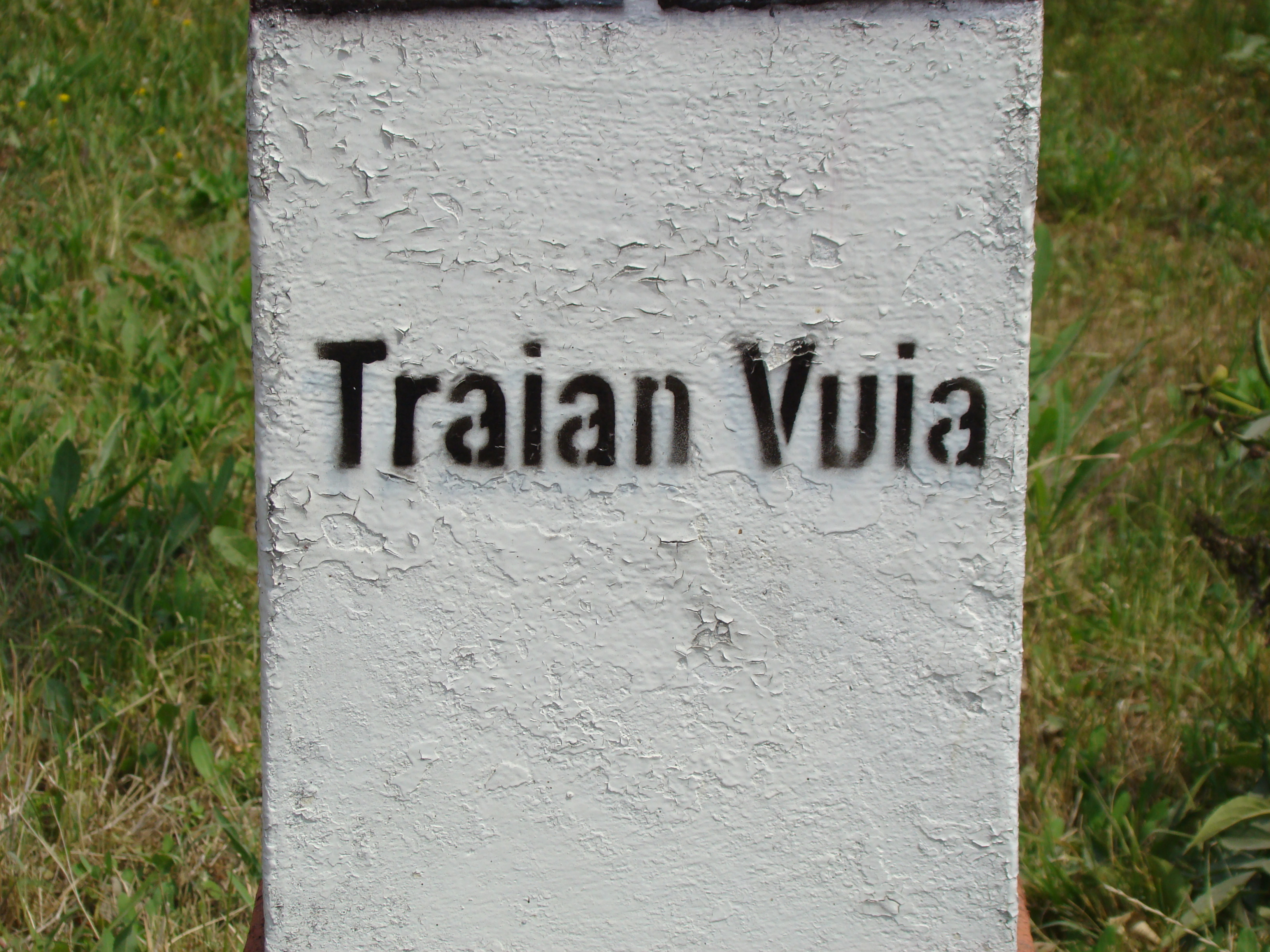
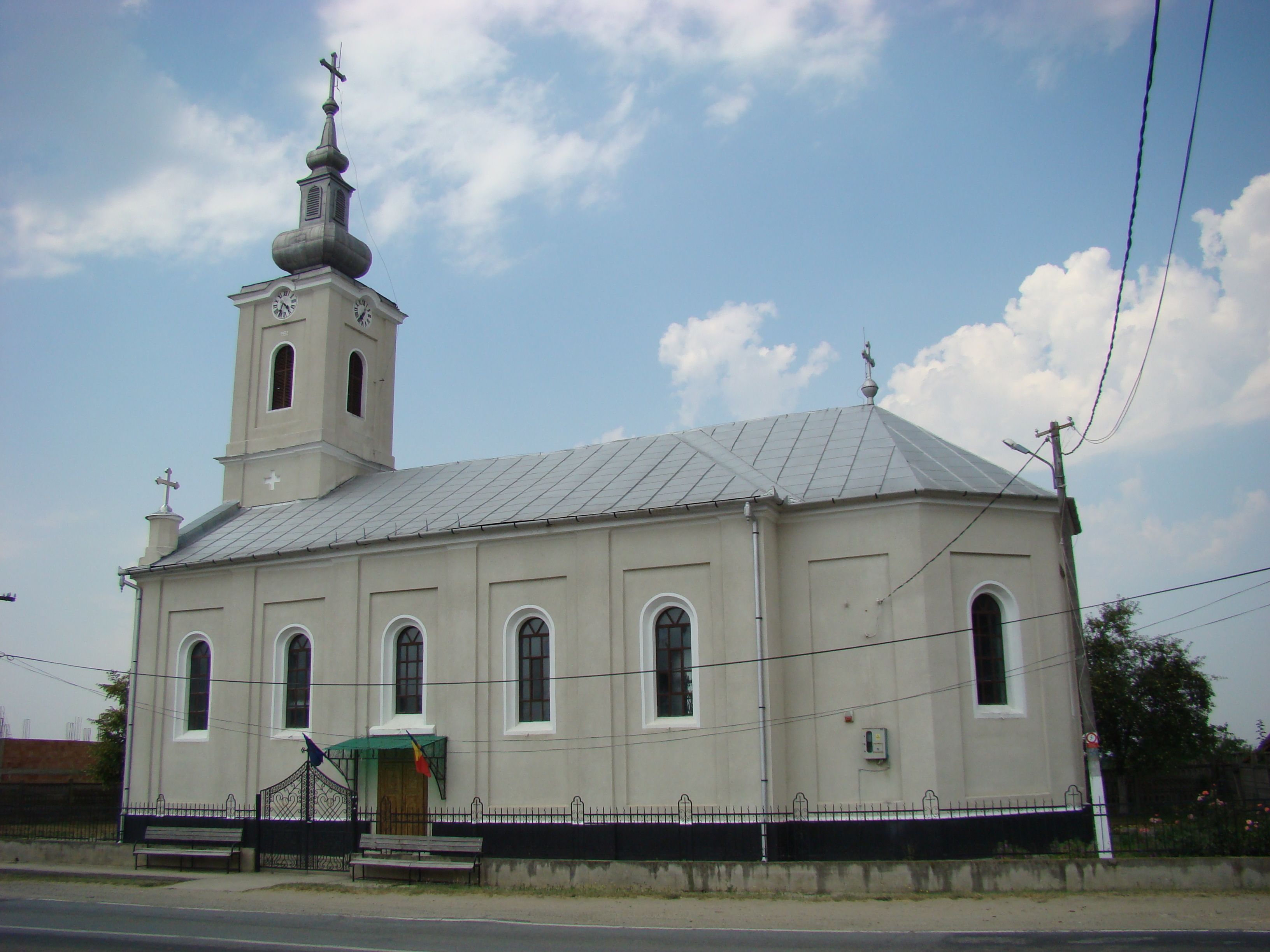
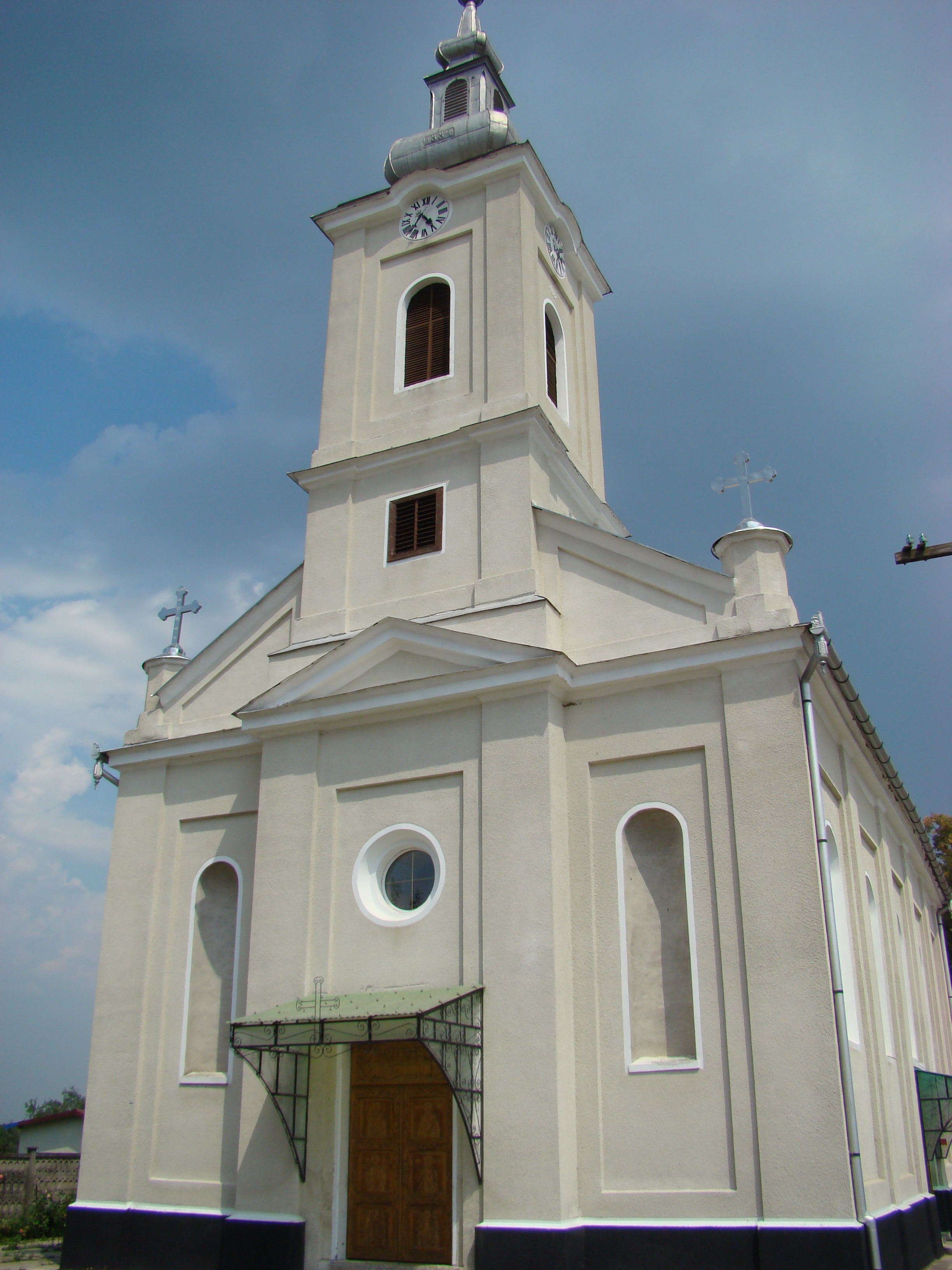
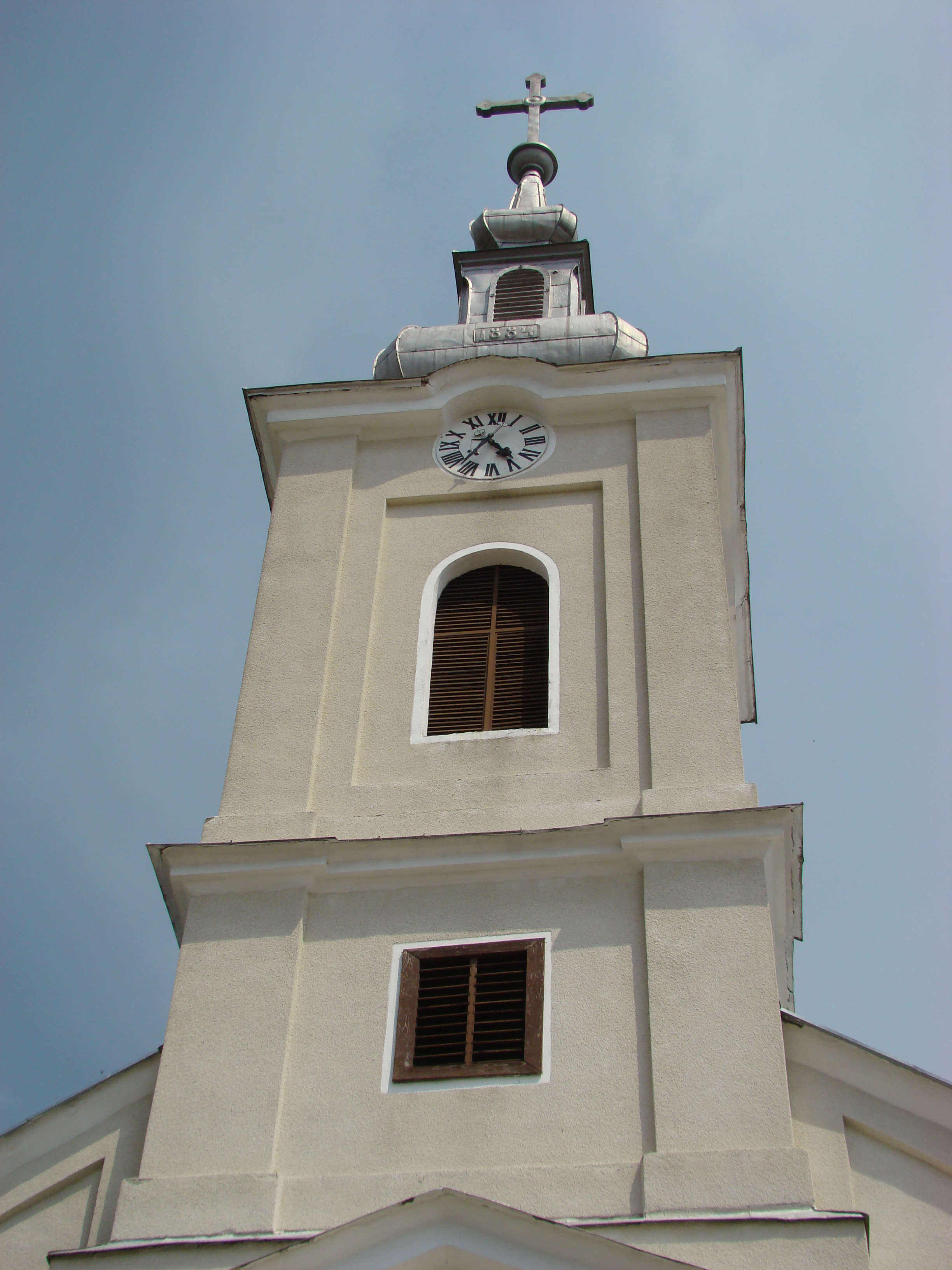

## Obiective turistice
- Muzeul Traian Vuia
- Lacul Surduc

## Personalități născute aici
- Traian Vuia (1872-1950), inventator, pionier al construcției de avioane și al aviației mondiale, ulterior în Franța, a prezidat Frontul Național Român, organizație de rezistență antifascistă.